# Anisia trifilata
Anisia trifilata är en tvåvingeart som först beskrevs av Wulp 1890.  Anisia trifilata ingår i släktet Anisia och familjen parasitflugor. Inga underarter finns listade i Catalogue of Life.